# Західний похід українського та татарського військ 1667
Західний похід українського та татарського військ 1667 — спільна воєнна кампанія українських військ правобережного гетьмана П.Дорошенка і війська Кримського ханства на чолі з калгою-султаном Крим-Гіреєм, метою якої було звільнення Правобережної України з-під влади польського короля Яна II Казимира Ваза. Похід розпочався на початку вересня, після здобуття П.Дорошенком замку в Чигирині та приходу в Україну військових сил головних татарських орд. Наступальна операція розгорталася в західному напрямку через Старокостянтинів. Допоміжний удар завдавали козаки полковника О.Богомольця з боку Подільського Подністров'я. Значна перевага в чисельності українсько-кримських військ (20–30 тис. вояків) змусила головнокомандувача польського війська — гетьмана польного коронного Я.Собеського (див. Ян III Собеський), під командою якого було лише 10 тис. жовнірів, поспішно залишити Кам'янець (нині м. Кам'янець-Подільський) і відійти в Галичину, до Підгайців. Союзники розпочали облогу польського табору, сподіваючись у такий спосіб зламати опір жовнірів. Водночас П.Дорошенко звернувся до жителів Львова з вимогою визнати його владу і здати місто. Вторгнення запорожців на чолі з харківським полковником І.Сірком та кошовим отаманом Запорозької Січі Ж.Рогом у Крим загострило стосунки козаків з татарами і підштовхнуло останніх до сепаратної угоди з обложеними поляками (укладена 16 жовтня 1667). Потрапивши в скрутне становище, П.Дорошенко змушений був 19 жовтня підписати з Я.Собеським угоду, що передбачала, зокрема, визнання зверхності короля, дозвіл на повернення шляхти в Україну. Невдача З.п.у. та т.в. підштовхнула П.Дорошенка до налагодження взаємин з турецьким султаном Мегмедом IV.